# August Ludwig Busch
August Ludwig Busch (7 de septiembre de 1804 - 30 de septiembre de 1855) fue un astrónomo alemán que trabajó como asistente de Friedrich Bessel y, desde 1846, dirigió el observatorio de Königsberg.

## Biografía
Busch nació en Danzig , donde fue a la escuela y se formó en arte con Johann Adam Breysig, quien le hizo interesarse por la geometría. Luego aprendió algo de matemáticas con tutores privados. Trabajó como tutor para los hijos de Joseph von Eichendorff , presidente del consejo de Prusia Occidental desde 1824. Eichendorff se mudó de Danzig a Königsberg, Busch también se mudó y comenzó a asistir a las conferencias de Friedrich Wilhelm Bessel. Bessel lo empleó como asistente a partir de 1831 en el observatorio de Königsberg, sucediendo a Carl Theodor Anger. Cuando Bessel murió en 1846, Carl Gustav Jacob Jacobi propuso que Busch se hiciera cargo del observatorio. Busch continuó las observaciones relacionadas con el movimiento polar que Bessel había comenzado. También observó eclipses solares y tuvo una de las primeras fotografías exitosas en daguerrotipo tomadas de un eclipse solar total en 1851 . La fotografía en sí había sido tomada por Julius Berkowski a instancias de Busch. Redujo una serie de observaciones a largo plazo realizadas por James Bradley en Inglaterra desde 1727 a 1747 para obtener constantes relacionadas con la nutación. Por este trabajo, recibió un premio de la Real Sociedad Danesa de Ciencias. Jacobi editó y republicó póstumamente un libro de texto sobre geometría de Busch en 1868 - Vorschule der darstellenden Geometrie , cuya primera edición salió en 1846.
Busch murió de cólera en Königsberg. 

## . Referencias
1. ↑  Brosche, Peter; Lenhardt, Helmut (2011). «"Die Polbewegung aus den Beobachtungen von F. W. Bessel 1842 –1844"». Zeitschrift für Geodäsie, Geoinformation und Landmanagement (in German). 136: 329–337.).
2. ↑  Busch, A. L. (1849). « "Beobachtungen des Polarsterns mit dem auf der Königsberger Sternwarte befindlichen Repsold'schen Meridiankreise"». Astronomische Nachrichten (677): 65–72.
3. ↑  Verdun, Andreas; Beutler, Gerhard (2000-01). «Early Observational Evidence of Polar Motion». International Astronomical Union Colloquium (en inglés) 178: 67-82. ISSN 0252-9211. doi:10.1017/S0252921100061200. Consultado el 5 de septiembre de 2024.
4. ↑  «¿El primer eclipse fotográfico?». academic.oup.com. A&G. Consultado el 5 de septiembre de 2024.
5. ↑  Schielicke, Reinhard; Wittmann, Axel D (2005). «"On the Berkowski daguerreotype (Königsberg, 1851 July 28): the first correctly-exposed photograph of the solar corona".». Acta Historica Astronomiae. 25: 128.
6. ↑  Busch, A.L. (1836). « "Untersuchung der Bradley'schen in Kew und Wansted angestellten Beobachtungen zur Bestimmung der Aberration und Nutation"». Astronomische Nachrichten (309): 329–338.
7. ↑  Oxford University, August Ludwig; Bradley, James (1838). Reduction of the observations made by Bradley at Kew and Wansted, to determine the quantities of aberration and nutation. Oxford, At the University Press. Consultado el 5 de septiembre de 2024.
8. ↑  August Ludwig Busch (1868). Vorschule Der Darstellenden Geometrie. Consultado el 5 de septiembre de 2024.
9. ↑  Biographie, Deutsche. «Busch, August Ludwig - Deutsche Biographie». www.deutsche-biographie.de (en alemán). Consultado el 5 de septiembre de 2024.